# Georgia Aquarium
Georgia Aquarium i Atlanta, Georgia är världens största akvarium med mer än 30 miljoner liter vatten och mer än 100 000 djur tillhörande 500 olika arter. Akvariet byggdes till största del med pengar från en donation av Bernie Marcus på 250 miljoner dollar (ca 1,8 miljarder kronor).
Akvariet öppnade den 21 november 2005 för allmänheten. Redan i 1 mars 2006 tog akvariet emot sin miljonte besökare, och man sålde 290 000 årspass det första året; innan försäljningen av dessa stoppades för att undgå att bara de som hade årspass slapp in.

## Samlingen
Akvariet innehåller någonstans mellan 100 000 och 120 000 fiskar och andra vattendjur. Fiskarna fraktades från Taiwan i 42 stora tankar på en båt av UPS. UPS donerade hela fraktavgiften på omkring 200 000 dollar. 
De fyra mest kända varelserna i akvariet är fyra valhajar. Hajarna hålls i en 23,5 miljoner liters tank. Akvariet har också fem vitvalar som är ca tre meter långa.